# A Perfect World
A Perfect World är en amerikansk långfilm från 1993 regisserad av Clint Eastwood, som även medverkar tillsammans med bland andra Kevin Costner och Laura Dern

## Handling
Året är 1963 och Butch rymmer från fängelset och tar en liten pojke, Phillip, gisslan. Färden går över småvägar i Texas och de jagas av Texas Rangers, anledda av Red Garnett. Innerst inne är Butch en fin kille och han och Phillip blir snabbt goda vänner.

## Skådespelare
| Kevin Costner    | – Butch               |
| Clint Eastwood   | – Red Garnett         |
| Laura Dern       | – Sally Gerber        |
| T.J. Lowther     | – Phillip             |
| Keith Szarabajka | – Terry Pugh          |
| Leo Burmester    | – Deputy Tom Adler    |
| Paul Hewitt      | – Dick Suttle         |
| Bradley Whitford | – FBI Agent Bobby Lee |
| Bruce McGill     | – Paul Saunders       |
| John M. Jackson  | – Bob Fielder         |